# Аргачка базилика
Аргачката базилика (на македонска литературна норма: Аргачка базилика) е раннохристиянска православна базилика, чиито руини са открити край щипското село Криви дол, Северна Македония.

## Местоположение
Базиликата е разположена в местността Аргачи на 15 km югозападно от Криви дол, в труднодостъпно ненаселено място.

## Описание
Базиликата е разкопана в 2016 година, като години преди това е била обект на иманярски набези. Представлява трикорабен храм, дълъг 16 m и широк 10,4 m. Градена е от добреобработен местен камък с колони. Най-добре запазена е в апсидалния дял. Датира от V – VΙ век.